# يو إف سي 321
يو إف سي 321: أسبينال ضد غان (بالإنجليزية: UFC 321: Aspinall vs. Gane) هو حدث قادم لفنون القتال المختلطة ستُنظمته يو إف سي، وسيُقام في 25 أكتوبر 2025، على اتحاد أرينا في أبو ظبي، الإمارات العربية المتحدة.

## الخلفية
يُمثل هذا الحدث الزيارة الثانية والعشرين للمنظمة إلى أبو ظبي والأولى منذ حدث يو إف سي على إيه بي سي: ويتيكر ضد دي ريدر في يوليو 2025.
من المقرر أن يُقام نزال على لقب بطولة يو إف سي للوزن الثقيل بين البطل الحالي توم أسبينال والبطل المؤقت السابق سيريل غان.

## بطاقة القتال
1. ↑  على لقب بطولة يو إف سي للوزن الثقيل.